# 供給予備力
供給予備力（きょうきゅうよびりょく）は、ある時点で利用できると想定される発電設備の容量（供給力）から、同じの時点で想定される需要電力を差し引いたものを意味する。単に予備力ともいう。

## 説明
発電設備・変電設備・負荷設備（電気エネルギーを消費する設備）を電線路で結んだ巨大な電気回路を電力系統という。電力系統の周波数を一定に維持するためには、時々刻々、需要電力と発電電力とがつり合っていなければならず、そのために、系統運用者（日本では一般送配電事業者）は、時々刻々の需要電力の変動に合わせて一部の発電設備（主に火力発電設備）の出力を常時、加減している（需給バランス調整）。
ところで、需要電力は、熱波や寒波の襲来により、予想外に増えることがあり得る。また、発電設備、送電設備などの故障により、一部の発電設備が運転できなくなることがあり得る。このような事態にあって、発電電力が需要電力に不足するとき、電力系統の周波数が一定範囲を外れて低下する。
火力発電所や原子力発電所のタービン発電機は、電力系統の周波数が定格周波数のときに定格回転速度で回転し、異常な振動を起こさないように設計されている。系統の周波数が定格より1.5 Hz以上低い状態が持続すると、共振により大きく振動し、タービン羽根を損傷する可能性がある。そこで、発電設備は、系統の周波数が所定値以下に低下した状態が所定時間（数秒）を超えて継続した場合に周波数低下リレー (UFR) が作動し、設備を保護するために、発電機を電力系統から自動的に切り離す（解列する）仕組みになっている。
ひとたび発電機のUFRが作動すると、その発電機が系統から脱落する結果、需要電力と発電電力とのギャップが拡大し、周波数低下に拍車がかかる。そして、周波数低下の持続が別の発電機のUFRを作動させるという悪循環が起こり、この悪循環を放置すれば最終的に電力系統全体の停電に至る。このような事態は何としても避けるというのが系統運用の鉄則である。
電力系統全体の停電を避けるためには、発電機のUFRが作動する前に、一部の負荷を強制的に遮断して需要電力を引き下げることにより需要電力と発電電力とのバランスを取り戻し、系統の周波数を回復させることが必要である。そのために、配電用変電所にもUFRが備えられており、発電機のUFRが作動する前に変電所のUFRを作動させ、一部の配電系統への電気の供給を自動的に遮断するようになっている。これは一部の地域で停電が発生することを意味する（この停電はUFRの動作により自動的に起きるもので、事前に計画したとおりに一部の地域で電気の供給を止める輪番停電とは異なる。）。
電力系統全体の停電はもちろん、一部の地域での停電をも回避するためには、不測の事態に備えて、予想される需要電力を上回る出力の発電設備（供給力）を用意しておく必要がある。多めに用意した分の供給力を供給予備力という。
供給予備力の最大3日平均電力に対する比率を、供給予備率（あるいは単に予備率）という。最大3日平均電力は、1年間または1か月間のうち、日ごとの最大電力の上位3日分の平均である。
供給予備力は、少なすぎれば、熱波や寒波の最中に供給力不足による停電を引き起こすことになり、人々の生活や経済活動に多大な悪影響を及ぼす上、場合によっては人命にかかわる。しかしながら、供給予備力を大量に保有することは、普段は運転しない発電設備をいつでも運転できる状態に維持し続けることにもなり、費用がかさむ。したがって、供給予備率には、適正な水準がある。供給予備力は、需要電力の8%から10%程度、確保する。

## 分類
供給予備力のうち、部分負荷運転中の発電機の出力上昇余地（最大出力までの上げしろ）と、短時間（数分間）で起動することができる発電設備とを合わせて、運転予備力 (hot reserve) という。需要電力の3%から5%程度、確保する。部分負荷運転中の発電機や、発電を停止し、待機中の水力発電所が運転予備力に当たる。待機中の火力発電所のうち、ガスタービン（シンプルサイクルガスタービン）を使うものは、迅速に起動できるため、運転予備力に入る
運転予備力のうち、周波数の低下に対して即座に応答し、出力を増加することができるものを、瞬動予備力 (spinning reserve)という。需要電力の3%程度、確保する。ガバナフリー運転中またはAFC運転中の発電機の出力上昇余地が瞬動予備力に当たる。
供給予備力のうち、起動するまでに数時間を要するが、起動後は長時間、発電し続けることができるものを、待機予備力 (cold reserve) という。発電を停止し、待機中の火力発電所が待機予備力に当たる。